# Sing-Akademie zu Berlin

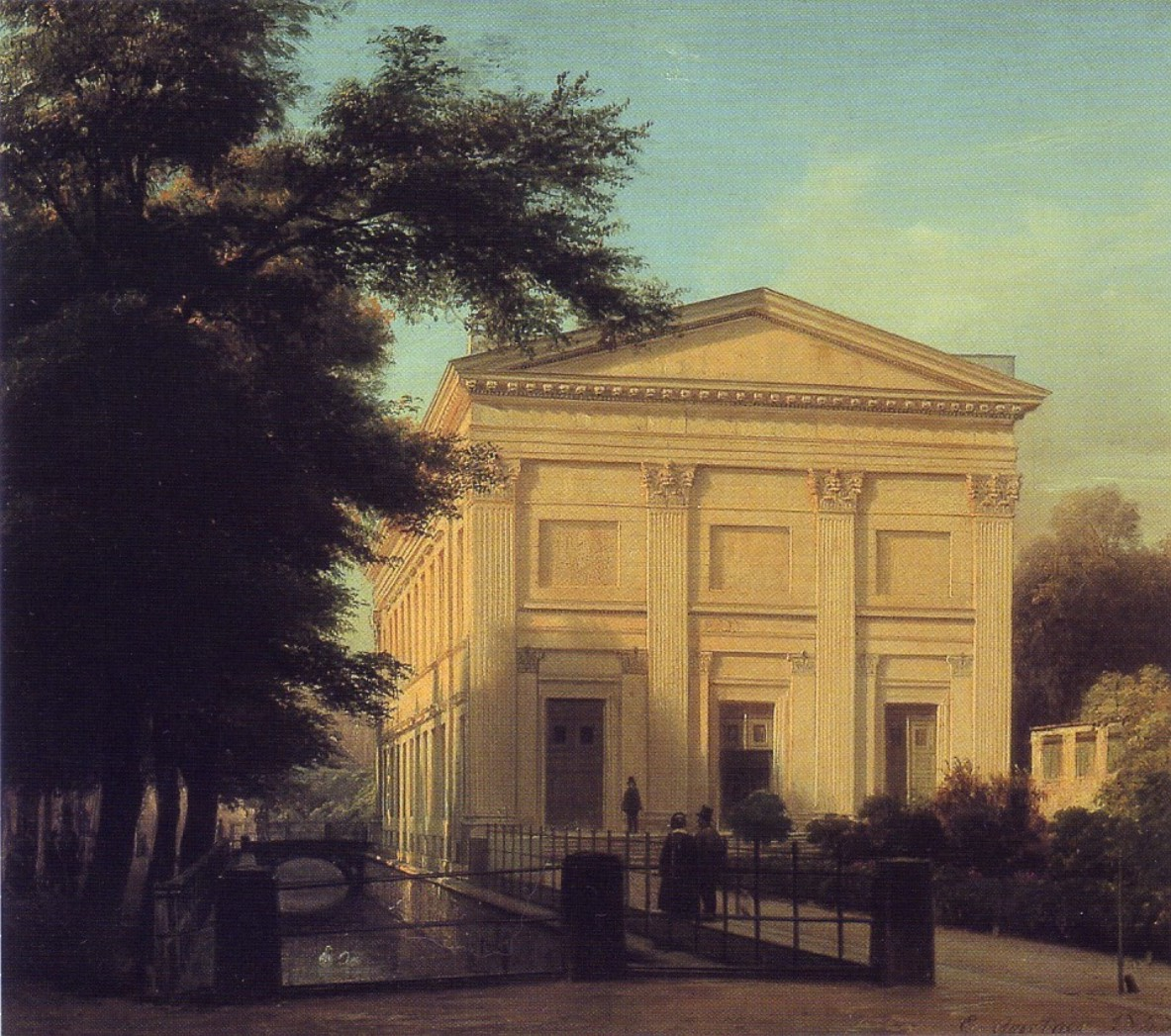
La Singakademie nel 1843 (Progettata da Carl Theodor Ottmer; dipinto di Eduard Gaertner)

La Sing-Akademie zu Berlin, nota anche come Berliner Singakademie, è una società musicale (in origine corale) fondata a Berlino nel 1791 da Carl Friedrich Christian Fasch, clavicembalista alla corte di Prussia, sul modello della londinese Academy of Ancient Music. 

## Storia
Le origini della Singakademie sono difficili da rilevare perché il gruppo era stato inizialmente concepito come un incontro privato di appassionati di musica e solo più tardi divenne un ente pubblico. La Singakademie nacque da una piccola cerchia di cantanti che erano sono incontrati regolarmente nella casa di campagna del consigliere Milow. I loro incontri settimanali sembravano assomigliare a quelli dell'allora popolare Singethees. Carl Friedrich Zelter li descrive incontri piuttosto informali: "Riuniti la sera, bevevano tè, parlavano e discutevano intrattenendosi a vicenda, e l'argomento della discussione era secondario". La cantante Charlotte Caroline Wilhelmine Bachmann fu una dei membri fondatori.
Fino all'inizio del XIX secolo, la maggior parte dei concerti e della rappresentazione di opere era correlato a compositori viventi. L'Akademie fu voluta da Fasch per far rivivere la musica del passato, nonché per eseguire quella del presente. In realtà la sua prima esecuzione fu la messa in 16 parti dello stesso Fasch, ma vennero regolarmente eseguite musiche di  J. S. Bach e di altri compositori precedenti. Fasch era stato allievo del figlio di Johann Sebastian Bach  C. P. E. Bach che gli instillò la devozione a Bach che fu una caratteristica costante della Akademie. Al momento della morte di Fasch, il 3 agosto 1800, l'Akademie contava circa 100 membri e aveva ricevuto molti visitatori importanti desiderosi di sperimentare il suo suono unico, tra cui  Beethoven che giunse in visita nel giugno 1796.
Dopo la morte di Fasch, il suo allievo Carl Friedrich Zelter fu il suo successore, portando avanti le ambizioni e gli obiettivi del suo maestro e predecessore. Nel 1807 divenne anche un'orchestra per accompagnare il coro iniziale e nel 1808 venne fondato un coro di voci maschili ('Liedertafel'), che divenne un modello per cori simili fioriti nei primi anni del XIX secolo e dedicati alla musica nazionale tedesca.
I membri della Akademie provenivano originariamente dall'ambiente ricco borghese di Berlino. Dai primi giorni compresero anche membri di alcune delle più ricche famiglie ebraiche di Berlino, tra cui la famiglia Itzig e discendenti di Moses Mendelssohn. Queste famiglie ebbero una significativa influenza sulla storia della Akademie. Il figlio di Moses Mendelssohn,  Abraham aderì alla Akademie nel 1793 e la nipote di Itzig, Lea Salomon, nel 1796. Essi si sposarono e i loro figli,  Felix e  Fanny, furono esponenti di primo piano della Akademie negli anni 1820.

## Biblioteca
La figlia di Itzig (e quindi prozia di Felix) Sarah Levy (1761-1854), fu una brava clavicembalista che era stata allieva di Wilhelm Friedemann Bach, che tenne concerti di musiche di Bach e di altri compositori all'Akademie e alla Zelter's "Ripienschule" nel periodo 1806-1815.
La sua vasta collezione di manoscritti di musica della famiglia Bach, insieme a tanti altri acquisiti da Abraham Mendelssohn dalla vedova di C. P. E. Bach, è stata lasciata all'Akademie. Anche Zelter aveva una bella collezione di manoscritti di J. S. Bach e della famiglia Bach che donò all'Akademie. Con questi lasciti l'Akademie riunì una delle più belle collezioni Bachiane di tutto il mondo. La collezione fu saccheggiata dall'Armata Rossa nel 1945 e nascosta nel Conservatorio di Kiev, ma è stata restituita alla Germania dopo la sua riscoperta nel 2000. Oggi la collezione è temporaneamente ospitata dalla Berlin State Library.

## Storia recente

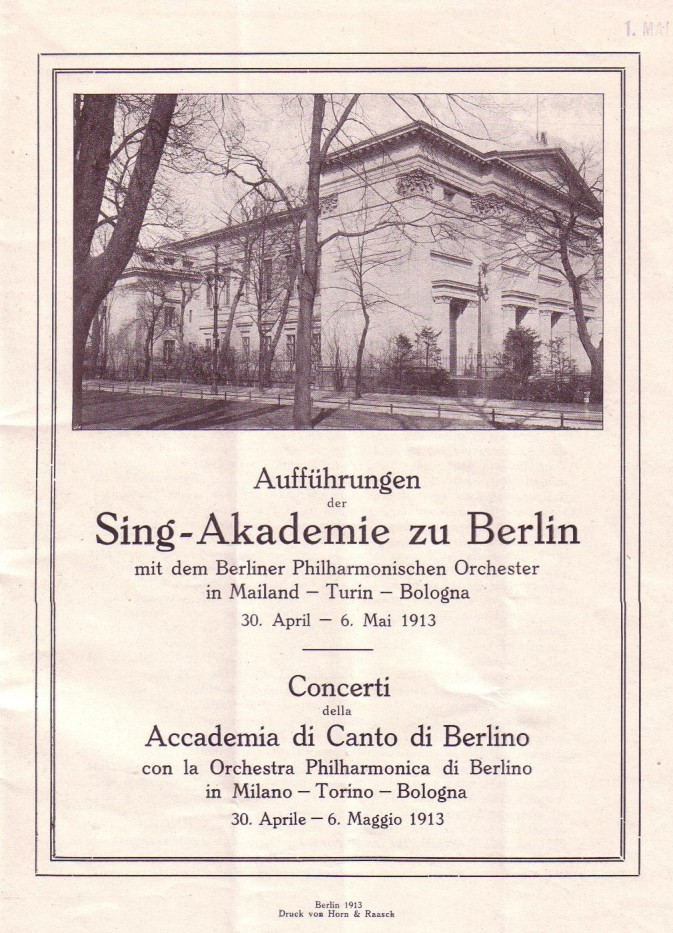
Programma di sala del concerto tenuto a Milano, accompagnato dalla Berlin Philharmonic, 1913

I successi della Akademie incoraggiarono la costruzione di una nuova sede permanente che venne realizzata nel 1827 in Unter den Linden e divenne una delle migliori sale da concerto di Berlino, dove vennero tenuti concerti di grandi musicisti come Paganini, Schumann e Brahms. 
L'11 marzo 1829 alla Sing-Akademie fu una giornata storica in quanto si tenne l'esecuzione di un capolavoro di musica barocca ormai dimenticato dal pubblico (la prima esecuzione fu fatta il Venerdì Santo del 1727, poche furono le repliche e mai al di fuori di Lipsia). Fu il ventenne Felix Mendelssohn, già allievo di Zelter, a dirigere la ripresa della Passione secondo Matteo di J. S. Bach, una tappa importante nel ristabilire la reputazione del grande compositore di Lipsia come uno dei padri fondatori delle tradizioni musicali europee. Nella presentazione dell'evento l'editore Adolf Bernhard Marx scrisse: «aprirebbe le porte di un tempio da lungo tempo chiuso», fu un grande successo di critica e pubblico.
Nel 1832, alla morte di Zelter, Mendelssohn sperava di succedergli, ma il posto andò al mediocre (ma in mani sicure) e più anziano Carl Friedrich Rungenhagen (1778-1851). 
I direttori successivi della Akademie sono stati:
- August Eduard Grell (1853–76)
- Martin Traugott Blumner (1876–1900)
- Georg Schumann (1900–50)
- Carl Mathieu Lange (1950–73)
- Hans Hilsdorf (1973–99)
- Joshard Daus (2002–06)
- Kai-Uwe Jirka (2006–oggi)

Dopo la divisione di Berlino tra Est e Ovest, venne fondata la Berliner Singakademie di Berlino Est nel 1963. Questa nuova istituzione è oggigiorno il più importante coro per oratori di Berlino.